# Orochimaru
Orochimaru (大蛇丸 | おろちまる?) es un personaje de la serie de manga Naruto, escrita e ilustrada por Masashi Kishimoto. Su nombre, así como los de Jiraiya y Tsunade, están inspirados de la leyenda japonesa Jiraiya Goketsu Monogatari (児雷也豪傑物語 | じらいやごてつものがたり?  El Cuento de Jiraiya el galante). 

## Apariencia

La marca alrededor del ojo de Orochimaru

Originalmente cuando Orochimaru apareció lo hizo como una persona con una piel muy pálida, con un pelo de color negro que le llega hasta la cintura. Él posee unos ojos de color ámbar con cortes en sus pupilas y unas marcas de color púrpura alrededor de los ojos, haciendo referencia a su naturaleza de serpiente. A pesar de que ha adquirido nuevos cuerpos en varias ocasiones, Orochimaru los ha modificado para que tengan su forma original, menos las diferencias de altura. Además parece ser capaz de cambiar su cara con la de los cuerpos a los cuales ha cambiando como se mostró cuando se enfrentó al Tercer Hokage y la batalla en el Puente Tenchi.
Orochimaru en varias ocasiones se le ha visto con distintos atuendos. Él usa generalmente vestiduras grises con pantalones negros y un gran cinturón grueso de color morado atado con un nudo en su espalda, también lleva unos tomoes de color azul en forma de pendientes. Él es visto con un cuello negro por debajo de este. Cuando era un niño pequeño, llevaba una larga túnica blanca con un forro de color púrpura bordadas con la forma de tomos negros o amarillos, atados con una cinta púrpura formando un arco en la parte delantera, así como polainas blancas y zapatos negros de punta abierta, y la parte superior de la malla con un forro color púrpura debajo de ella. En distintos flashbacks, también se le va usando el uniforme ninja de Otogakure y la banda de dicha aldea en su cabeza, así como también el uniforme de ninjas de Konoha. Durante su estancia en Konoha, su ropa por lo general consistía en una camisa oscura dentro de un Kimono de color violeta sobre una camisa de mallas, también vendas que le sirven como una faja un pantalón oscuro, y una especie de armadura alrededor de sus caderas. En su mano izquierda tiene un tatuaje el cual utiliza para invocar serpientes.
En una ocasión, en la que le propuso a Tsunade sanar su brazos se le vio con una larga túnica de color púrpura con un chaleco suelto de color rosa, así como un kimono de color gris, con cuello de polo en el flashback de Zaku. Durante el tiempo que estuvo en Akatsuki, llevada la estándar capa negra con nubes rojas. En su habitación a veces se le ve con una camisa de color caoba con un diseño de dos serpientes blancas en la parte posterior de las mangas en ambos lados, así como al mismo tiempo un pantalón negro.
Después de innumerables experimentos en su propio cuerpo, su verdadera forma es la de una Serpiente Blanca Gigante compuesta por una gran cantidad de serpientes pequeñas del mismo color, en esta forma posee el pelo largo negro y de punta, un rostro de serpiente con una gran cantidad de dientes y una gran lengua, también unas marcas negras en los ojos y una barbilla en punta.

## Personalidad
Los diversos experimentos en humanos de Orochimaru se llevaron a cabo con el fin de servir a dos propósitos, el más destacado de los cuales fue su deseo de aprender todos los jutsus en el mundo. Fue visto a menudo como "retorcido" por un montón de otras personas incluyendo a Tsunade. Jiraiya ha especulado que esto se debía al hecho de que sus padres murieron cuando él estaba en una edad muy joven, y cuando se muestran a menudo escenas retrospectivas durante su batalla con el Tercer Hokage habló en este sentido. Tal vez porque quería ver a sus padres, o como medio de vengar sus muertes. Otra razón podría ser que él fue testigo de primera mano la muerte del hermano menor de Tsunade, Nawaki, y su novio, Dan, y el dolor que dicha tragedia le causó. Parecía triste por la fragilidad de la vida humana y cómo afecta a los que siguen vivos, lo que le lleva al deseo de la inmortalidad.
Él experimentó en los demás para ver qué tipo de modificaciones del cuerpo humano puede resistir y aprovechar de otro modo la habilidades únicas de un sujeto por sí mismo. Una vez que el cumplimiento de esta meta, Orochimaru tenía la esperanza de ser dignos del título de "finales". Debido a esperanza de vida de un ser humano no permite el tiempo suficiente para aprender todos los jutsus, Orochimaru también experimentó en los demás a fin de lograr la inmortalidad. Al vivir a través del tiempo, Orochimaru no tuvo que preocuparse por la muerte y por lo tanto, todos los conocimientos que obtuvo no se perderían.
Por encima de todo, Orochimaru se ocupaba solo de sí mismo. Él se aburría cuando no había ningún conflicto o violencia en el mundo. Aunque había un número de seguidores que harían cualquier cosa por él, Orochimaru les trata como meros peones. No duda en enviarlos a la muerte por su propio beneficio personal, y solo encuentra remordimiento en su pérdida, si no fueron capaces de completar adecuadamente una tarea. Para ganarse a estos seguidores a pesar de desecharlos, Orochimaru se acercó a ellos con la promesa de hacer sus sueños realidad. Aplicó un sello maldito a muchos de sus subordinados más fuertes con el fin de corroer su cuerpo y la mente, haciéndolos más susceptibles a su influencia y control.
Si bien mostró un gran interés por Sasuke Uchiha como un prodigio, Orochimaru había mostrado desprecio hacia Naruto Uzumaki, creyendo que era una causa perdida, sin ningún tipo de talento en las artes ninjutsu. Sin embargo, cuando Kabuto fue lesionado con su Rasengan, Orochimaru pensó que Naruto se convertiría en una amenaza en el futuro y trató de matarlo. Después, Orochimaru puso de manifiesto que ahora estaba más interesado en el desarrollo de Naruto, a pesar del intento de asesinato fallido contra él.
Entrenó a Sasuke para que pudiera hacerse más fuerte para matar a su hermano mayor, Itachi. Pero en realidad el plan de Orochimaru era tener posesión del cuerpo de Sasuke, y como resultado, poder controlar el Sharingan. Debido a eso, iba a ayudar a Sasuke en todo lo que sea necesario, con el conocimiento de que él tenía que convertirse en su nuevo cuerpo. Sin embargo, Orochimaru no había pronosticado el juego sucio de Sasuke, quien nunca tuvo la intención de convertirse en el nuevo cuerpo de Orochimaru, en su lugar siempre estuvo planeando la creación de su propio pelotón. Orochimaru no estaba completamente ciego a todo esto, sin embargo, al demostrar solo una pequeña sorpresa cuando Sasuke se trasladó a traicionarlo, limitándose a decir "es así, todo se redujo a esto después de todo".
Orochimaru tiene un odio a su afiliación anterior, Akatsuki. A través de la Parte II, si Orochimaru no estaba ocupado con el desarrollo de Sasuke, que trataría de paralizar la operación de Akatsuki, visto en "en la segunda parte". Se le muestra que está feliz cuando se enteró de que su excompañero en la organización, Sasori había muerto, y la única razón por la que previno de matar a Sasuke al equipo Yamato se debe a que esperaba que iban a matar a otro miembro de la Akatsuki, al igual que hicieran con Sasori. Orochimaru también odiaba a su pueblo natal, primero, Konoha, y ha intentado varias veces para destruir la aldea.
Después de ser revivido por Sasuke, la personalidad de Orochimaru parece haber cambiado. Aunque aún deseaba apoderarse del cuerpo de Sasuke, dijo que no podía obtenerlo porque en esos momentos se encontraba débil. Se interesó por el cambio de Sasuke hasta el punto de ayudarlo a tomar una decisión reviviendo a los antiguos Hokage para que le contasen la historia de la aldea y los Uchiha además de usarlos después para contribuir en la guerra para derrotar al Juubi y Madara Uchiha. Orochimaru también se encargó de ir a buscar y curar a Tsunade y a los otros Kages que también se encontraban heridos por su reciente batalla, acompañado de Karin y Suigetsu. Cuando estos dos comenzaron a discutir, Orochimaru se burló de ellos, llamándolos raros mientras que él estiraba su cuello y sacaba su lengua a lo que ambos piensan que el más raro era él y que no era solo su alma si no también su cuerpo.

## Historia

### Pasado

Anillo que porta Orochimaru como miembro de Akatsuki.

Orochimaru es el dios víbora y sus excompañeros de equipo, Jiraiya y Tsunade, se conocen como (contando Orochimaru) los Sannin legendarios (伝説の三忍 Densetsu no Sannin?) o simplemente Sannin.
Sus padres murieron cuando él era joven, mientras que, el tercer hokage reconoció rápidamente el talento natural de Orochimaru, diciendo a menudo a Jiraiya "¿Por qué no te pareces más a Orochimaru?". El Tercero estaba al tanto de la maldad dentro de Orochimaru, pero prefirio fingir no notarlo porque esperaba que pudiera calmarse esta parte de la personalidad de Orochimaru. Mientras pasaban los años, Orochimaru formó una gran amistad con Jiraiya, aunque no carente de rivalidad. 
Después de pasar muchos años de aprendizaje con el Tercero, Orochimaru comenzó a estudiar sobre sus deseos internos de obtener inmortalidad con la esperanza de poder aprender todos los jutsu  existentes (esta idea nace por el deseo de Orochimaru de traer a la vida a sus difuntos padres sin embargo,  con el paso del tiempo y conforme fue conociendo al corrupto mundo shinobi en su totalidad, su pensamiento cambió radicalmente convirtiéndose en el monstruo que es). Para lograr esta meta, Orochimaru comenzó a secuestrar a aldeanos de la aldea y a experimentar con ellos, intentando entender mejor cómo trabaja el cuerpo y qué modificaciones podría realizar.
En un experimento, Orochimaru puso a diez niños su propio sello maldito en un esfuerzo de ver cuál era su tasa de éxito. Uno de los diez sería su propio estudiante, Anko Mitarashi, ya que ella fue la única en sobrevivir. En otro experimento, él inyectó los genes del Primer Hokage en sesenta niños con la esperanza de que consiguieran y dominara la técnica Mokuton, y la capacidad de controlar a los Bijū.  Orochimaru creyó que todos los niños de prueba habían muerto pero en realidad, uno de ellos, Yamato, sobrevivió, y conservó las capacidades que Orochimaru había deseado.
Orochimaru comenzó a ser menos discreto con sus experimentos, permitiendo que el Tercero descubriera lo que hacía. Al ser descubierto, el alumno dio a su maestro anterior la ocasión de matarle, pero el Tercero no quiso hacerlo, así que permitió que se escapara. Cuando huyó de la aldea, Jiraiya, pensando en Orochimaru como un gran amigo, intentó pararlo y persuadirlo para que volviera a la Aldea Oculta de la Hoja, aunque Orochimaru lo rechazó y se fue de la aldea para siempre, adquiriendo un gran odio por su antiguo hogar. 
Después de dejar Aldea Oculta de la Hoja, Orochimaru entró en conflicto con la aldea y fundó la Villa del Sonido. Después de esto se sabe con exactitud que Orochimaru ingresó a la asociación akatsuki. Orochimaru fue reclutado por Pain (Yahiko) y Sasori en la que batalló contra Sasori y fingió haber sido derrotado por Sasori, pero al estar en el suelo (como derrotado) de pronto se levantó e intentó atacar a Pain con el motivo de quitarle los Rinnegan, pero Pain evadió su ataque y lo atacó, dejando a Orochimaru un poco cansado y asombrado por el poder de Pain al final del combate. Pain logró convencer a Orochimaru para qué entrara a su organización. Orochimaru luego de ver el poder de Pain se acordó que el rostro de Pain le era familiar y se acordó de que Jiraiya fue el sensei de Pain (Yahiko), también se sabe que intentó tomar el control del cuerpo de Itachi Uchiha para conseguir su Sharingan. Debido a sus capacidades, Itachi pudo prever las intenciones de Orochimaru y le corto la mano en que llevaba su anillo de Akatsuki tras revertir la técnica con un genjutsu. Al no poder tomar el cuerpo de Itachi, Orochimaru dejó y traicionó la organización, se llevó su anillo con él y Akatsuki está quizás consecuentemente preocupada por capturarlo desde entonces. El encargado de hacerlo era el miembro Deidara.Aparte de eso al parecer se muestra ansioso por conseguir o el Sharingan o el Rinnegan. Intentó poseer el cuerpo de Itachi para quitarle su Sharingan.En uno de los tráileres del nuevo juego de Naruto "Naruto Shippuden:Ultimate Ninja Storm Revolution" cuando Pain estaba reclutándolo atacó a Pain para conseguir el Rinnegan.
Al ser uno de los legendarios Sannin así como un miembro anterior de la Organización Akatsuki, Orochimaru era un ninja calificado como "genio". Sin embargo se ha exhibido solamente una cantidad limitada de jutsu. Desde que se fue de Konoha ha hecho muchas modificaciones a su cuerpo, dando por resultado su forma natural actual, que es la de una serpiente blanca gigante, integrada por muchas serpientes más pequeñas. Esta forma tiene las ventajas de permitir que estire cualquier parte de su cuerpo a grandes longitudes, regenerar cualquier herida infligida sobre él y utilizar de varias maneras las serpientes que lo componen para el ataque. La culminación de su investigación en inmortalidad se puede también encontrar en esta forma, pues le permite que transfiera a un nuevo cuerpo su alma una vez cada tres años y que escape con esto de los efectos de la vejez. Al principio de la serie, Orochimaru dice haber utilizado la capacidad dos veces, aunque una mirada dentro de su subconsciente sugiere que lo haya utilizado mucho más.

## Primera parte

#### Exámenes chūnin
Antes del comienzo de los exámenes Chūnin, Orochimaru se alía con la Aldea Oculta de la Arena, con la intención de invadir Konoha juntos. Después de matar al cuarto Kazekage, Orochimaru se disfraza como él para dar la ilusión de la aprobación del líder de la aldea, y la aldea acepta tomar parte en la invasión de Konoha. Antes de que la invasión comience, Orochimaru mata y personifica a una Genin de la hierba y se infiltra a los exámenes con la esperanza de conseguir observar al hermano de Itachi Uchiha, Sasuke Uchiha. Durante la segunda fase de los exámenes, Orochimaru ataca a Sasuke para probar sus capacidades.
Durante la batalla, sin embargo, Orochimaru se ve forzado a tratar con Naruto Uzumaki. Reconociendo a Naruto como una amenaza potencial, Orochimaru sella el chakra del zorro, evitando que Naruto tenga acceso a él y que lo golpee. Después de que la atención de Orochimaru vuelva a Sasuke, este decide sostener un combate con él, debido al ejemplo que genera Naruto en Sasuke. Como recompensa a Sasuke por llevar a cabo esa batalla contra él, Orochimaru muerde su cuello colocándole de este modo el sello maldito del cielo, y desaparece en el bosque circundante, ante esto Anko lo encuentra y mantiene una corta batalla con él hasta que muestra según su verdadera forma y la deja paralizada por su sello maldito.
A medida que Orochimaru continúa supervisando el progreso de Sasuke a través de los exámenes, tiene un encuentro no violento con Kakashi y comienza a preocuparse de la influencia de Naruto Uzumaki sobre Sasuke. Debido a esto, el Sannin decide que debe separar a Sasuke de Naruto tan pronto como pueda.
Durante las preliminares del examen Chunin, Orochimaru se disfraza de un sensei del sonido mandando a luchar a sus discípulos Dosu, Zaku y Kin, Zaku es derrotado por Shino, Kin es derrotada por Shikamaru y Dosu derrota a Choji, pero mucho más adelante en la historia, Dosu es asesinado por Gaara. Igualmente dirigía en secreto a Yoroi, el cual fue derrotado por Sasuke y a Misumi, quien fue derrotado por Kankuro. Inocentemente, Kankuro, Temari, Gaara y su Sensei Baki servían a Orochimaru creyendo que el Kazekage (suplantado por Orochimaru) dirigía la operación.

#### Invasión de Konoha
Disfrazado como el cuarto Kazekage, Orochimaru mira los combates finales del examen de Chūnin con el Tercer Hokage. Cuando la invasión de Konoha comienza, Orochimaru se quita su disfraz, revelando que él planeó la invasión con el único propósito de conseguir matar al tercero, así como el secuestro de Sasuke. Cuando los dos comienzan la batalla, Orochimaru resucita los dos primeros Hokages de modo que el tercero pueda experimentar como es luchar con sus anteriores maestros, pero cuando este intento resucitar al Cuarto Hokage la invocación fallo, ya que el alma de este último aún estaba sellada en el estómago de la Parca.
Los dos Hokage muertos luchan contra el tercero y este en clara inferioridad se ve forzado a invocar a Enma el rey mono. Y a usar el jutsu del cuarto para sellar sus almas. Después de derrotar a los dos Hokages, el tercero vuelve su atención a Orochimaru e intenta sellar también su alma. Al darse cuenta de lo que tercero trata de hacer, Orochimaru atraviesa el tercero por la espalda con la espada de Kusanagi, y el tercero pierde la fuerza necesaria para sellar completamente el alma de Orochimaru. No obstante haciendo uso del poco poder que le queda, el tercero sella los brazos del Sannin en un intento por compensar el hecho de no haberlo asesinado años atrás. Al hacer eso, le impide utilizar cualquier jutsu, dejando a Orochimaru en un estado peor que la muerte, después el tercer Hokage muere y Orochimaru escapa con ayuda de sus secuaces.

#### Búsqueda de Tsunade
Como resultado del sellado de sus brazos, Orochimaru se queja de un gran dolor, y busca a su anterior compañera de equipo, Tsunade, con la esperanza de que ella pueda restaurar sus brazos. Al encontrarla, la oferta de Orochimaru como pago son resucitar a su antiguo amor y a su hermano pequeño. Aunque ella considera la oferta, después de la reunión con Naruto Uzumaki, ella declina la oferta, sabiendo que Orochimaru destruiría Konoha si le cura los brazos. Ella procura matar a Orochimaru, aunque Kabuto Yakushi lo evita en varias ocasiones. Sin embargo, Kabuto cae derrotado por Naruto cuando este perfecciona el jutsu Rasengan, mientras que Orochimaru también queda algo impresionado de que Naruto haya perfeccionado dicho jutsu, este decide matar a Naruto por precaución con su espada, ya que según su punto de vista no quiere imaginar ver lo que le pasaría a Naruto si los Akatsuki lo atrapan, sin embargo Tsunade interfiere y recibe el golpe en su lugar, por lo que ahora Orochimaru se ve forzado a hacer frente no solo a Tsunade, sino que también Jiraiya al mismo tiempo. En su estado debilitado, Orochimaru no puede presentar mucha oposición en la lucha contra sus antiguos compañeros Sannin y cae derrotado a pesar de haber innvocado a la serpiente gigante Manda. Huye de la batalla, amenazando con regresar a destruir Konoha y con tomar un nuevo anfitrión para su alma.
Tsunade discute con su Jiraiya poco después de pelear junto a él y su aprendiz (Naruto Uzumaki) contra Orochimaru y Kabuto, por el puesto de Hokage, ya que a ambos se lo proponen pero Jiraya no acepta.

#### La deserción de Sasuke
En un esfuerzo de intentar usar el jutsu, Orochimaru envía a sus cuatro secuaces, los Cuatro Del Sonido, para que traigan a Sasuke Uchiha, y así utilizarlo como su nuevo cuerpo. Espera con impaciencia la llegada de Sasuke, pues el dolor causado por la necrosis en sus brazos, causada por el Sello Mortal de la Parca que el tercer Hokage realizó en los brazos de Orochimaru. El dolor es insoportable incluso para Orochimaru, y aunque intenta resistir esperando que Sasuke llegue a tiempo, Kabuto le sugiere no esperar más tiempo, ya que su estado de salud estaba empeorando, esto fuerza a Orochimaru a cambiar al cuerpo de Gen'yumaru, a pesar de que Kabuto estaba dispuesto a entregarle su propio cuerpo a su amo. Sasuke llega tarde luego de la violenta lucha contra Naruto, pero debido a que Orochimaru solo puede utilizar este Jutsu de cambio de cuerpo cada tres años, deberá esperar para obtener el cuerpo de Sasuke, y consecuentemente comienza a entrenar al joven Uchiha para cumplir su promesa de darle a Sasuke el poder que vino a buscar.

## Segunda parte

#### Reencuentro con el equipo Kakashi
Tres años más tarde, Sakura, Naruto, Sai y Yamato van en busca del espía de Sasori, que resulta ser Kabuto, al puente del cielo y la tierra, Yamato disfrazado de Sasori va con el supuesto espía que el marionetista había mandado. Yamato le hace preguntas a Kabuto, Orochimaru reaparece, Kabuto ataca a Yamato disfrazado y se revela que Orochimaru lo utilizó como experimento con el ADN del Primer Hokage. Justo ahí empieza la batalla, Yamato llama al resto de su equipo para que le ayude, Orochimaru se enfrenta a Naruto Uzumaki que está entre ellos, y le provoca diciendo que Sasuke ha conseguido más poder que él. Enfurecido por las palabras de Orochimaru, Naruto usa la forma de cuatro colas de Kurama y ataca al Sannin. Aunque Orochimaru parece gozar de la batalla, los ataques de Naruto son extremadamente potentes y le ponen en situaciones cercanas a la muerte. Después de bloquear el ataque más poderoso de Naruto, Orochimaru intenta rechazarle con su Kusanagi, que apenas puede detener al poderoso jinchuuriki.
Debido a que debe ejercer mucho esfuerzo en el combate, el cuerpo de Orochimaru comienza a flaquear al ser llevado a su límite y debe huir. Mientras que intenta acercarse a Sai, que le propone una alianza a nombre de su organización, para destruir Konoha. Orochimaru acepta, y trae a Sai con él a su escondrijo, donde, al llegar declina su cuerpo. Como él se niega, Sai deja a Orochimaru y se alía con el equipo 7, el sannin lo enfrenta en un esfuerzo de determinar dónde yacen las lealtades del joven ninja realmente. Siendo excedido en número, y todavía cansado de su lucha con Naruto Uzumaki, Orochimaru se ve forzado a dejar ir a Sai. Orochimaru reaparece más adelante para apartar a Sasuke del equipo 7, Sasuke, queriendo hacer lo que sea necesario para hacer la muerte de Itachi Uchiha más fácil, acepta, y desaparece con su maestro.

#### El desafío de Sasuke y la derrota del Sannin
Orochimaru aparece con Sasuke después de que el último haya derrotado un gran grupo de ninjas. Admirando la capacidad de Sasuke para derrotar al grupo sin ser dañado, Orochimaru piensa que el talento de Sasuke es incluso igual a al suyo a la edad de Sasuke y está encantado por el hecho de que el cuerpo de Sasuke pronto será el suyo. Mientras que Orochimaru yace en su cama, el cuerpo que él habita comienza a fallar, Sasuke lo ataca con el Chidori, sabiendo que el sannin está en una situación muy decadente ya que debe cambiar de cuerpo cada tres años,(Sasuke se aprovecha del estado de Orochimaru) atravesándole los dos brazos con una ráfaga saliente del chidori, argumentando que él ya no tiene nada bueno que aprender de Orochimaru, Sasuke activa su sello maldito y su Sharingan. Al ver esto, Orochimaru escupe algo de su boca, revelando su forma verdadera (Una serpiente blanca gigante conformada por más serpientes blancas), Sasuke ataca con su espada a Orochimaru que hace aparecer una dimensión dentro del Sannin y comienza a tomar el control del cuerpo del joven Uchiha, aunque este procura utilizar su sello maldito para detener el proceso, carbonizando la dimensión y atrapando al Sannin dentro de su cuerpo.
Cuando Kabuto entra en el cuarto, encuentra a Sasuke célibe y la forma verdadera de Orochimaru desmembrada por completo. Cuando Sasuke sale del cuarto, Kabuto pregunta si él es Orochimaru o Sasuke. Este utiliza su Sharingan para mostrarle la confrontación final entre los dos en la dimensión de Orochimaru, de la cual Sasuke sale como vencedor, aunque Orochimaru sigue vivo en su interior, dormitando, de la misma forma en que otros han estado dentro de él antes.
Kabuto Yakushi revela que insertó en su cuerpo los restos de Orochimaru, con la esperanza de volverse más fuerte. Estos al parecer se están apoderando de él gradualmente, ya que su ojo izquierdo se ha puesto igual al de Orochimaru. Hinata con su Byakugan vio dentro de él una pelea entre los dos chakras.

#### Sasuke vs. Itachi
Avanzada la batalla entre Sasuke e Itachi Uchiha, el mayor de los hermanos se ve forzado a usar la técnica definitiva de su Mangekyō Sharingan, el Susanō, después de haber fallado con Tsukuyomi y Amaterasu y haber sido herido por el Kirin de Sasuke. El joven Uchiha está sin técnicas o chakra y el sannin aprovecha la coyuntura para ofrecerle su ayuda y derrotar su hermano. Sasuke claudica y libera el chakra que retenía a Orochimaru, este emerge con su Yamata no jutsu sobre Itachi, pero el Susanō se deshace de las cabezas de la gran hidra. El sannin emerge de una de ellas con su espada Kusanagi y se dispone a tomar el cuerpo de Sasuke, no obstante la espada de Totsuka del Susanō de Itachi, traspasa al sannin y lo sella en un mundo de genjutsu eterno, haciendo que se retire definitivamente de Sasuke, al mismo tiempo elimina el sello maldito que había puesto en Sasuke en la primera parte, donde este último permanece de rodillas y a merced de su hermano Itachi.
Todo el chakra de Orochimaru es sellado por el Susanō, y una pequeña serpiente blanca logra escapar y esconderse entre los escombros y permanecer oculta mientras Itachi logra tener a su merced a Sasuke, sin embargo y debido a su enfermedad terminal, Itachi pierde sus fuerzas finalmente y muere de forma instantánea, al tiempo que su Susanō desaparece, Sasuke mira al cielo y la pequeña serpiente blanca sale de su escondrijo. Sin embargo, el Amaterasu se extiende al bosque cercano y las llamas oscuras alcanzan a la pequeña serpiente blanca en su huida y la incineran en cuestión de segundos.

#### Cuarta Gran Guerra Ninja
Actualmente, Anko y Danzo buscan a Kabuto quien tiene o puede saber sobre los resultados de experimentos e investigaciones que hacía Orochimaru.  En la reunión de los Kages Orochimaru es mencionado porque la Aldea de La Arena había tenido alianza con el sannin para destruir a la Aldea de La Hoja y ellos desconocían si él era aún miembro de la organización de Akatsuki, también mencionaron los asesinatos del Cuarto Kazekage y el Tercer Hokage, a quienes Orochimaru asesino.
Madara menciona que él trabajo mucho con Danzo, ya que el también utiliza la técnica Mokuton.
En su más reciente aparición en manga, se puede ver la aparición de Kabuto que mata a ciertos ninjas con poderes que son familiares a Orochimaru. De su cuerpo emanan serpientes, que son parte del ADN de Orochimaru.
En los eventos de la actual Cuarta Guerra Ninja, Kabuto propone un pacto (anterior a la guerra) a Obito, haciendo que este último acepte mediante una exhibición de Edo Tensei (incluyendo un ataúd en particular cuyo contenido no fue mostrado en ese momento). Posteriormente, Kabuto se refugia en una cueva para desde allí manejar a todos los ninjas resucitados. Anko y un grupo de ninjas provenientes de Konoha logran hallar el escondrijo de Kabuto pero este los derrota y se lleva consigo precisamente a Anko puesto que al poseer chakra de Orochimaru le sería útil para mantener estable su jutsu de resurrección.
Itachi Uchiha mediante el uso de su Kotoamatsukami se libera del "llamado del mundo impuro" e inicia una travesía con el objetivo de hallar a Kabuto y detener el Edo Tensei. Además se revela que el contenido del ataúd que no se había visto era nada más y nada menos que el verdadero Madara Uchiha. Finalmente, Itachi llega al escondite de Kabuto y, junto a su hermano Sasuke, lo derrota usando un jutsu prohibido del Sharingan llamado, Izanami. Luego de una serie de eventos, Sasuke se queda solo en la cueva (bueno, acompañado por un Kabuto inmerso en un bucle sin fin) y es hallado por sus antiguos camaradas Juugo y Suigetsu, habiendo este último conseguido un pergamino (cuyo contenido permanece desconocido) que quería entregar al joven Sasuke. Después de haber recibido el pergamino de manos de Suigetsu y haberlo leído, Sasuke entiende que Orochimaru continúa con vida y se dispone a revivirlo usando el Kaija Houin en el sello maldito de Anko (luego de haber estimulado dicha marca con un trozo de piel de Kabuto). Una serpiente surge de la marca de Anko saliendo Orochimaru de ella ante la mirada espantada de Suigetsu. Entonces Orochimaru explica que sabe todo sobre esta guerra ya que había estado observando todo dentro del cuerpo de Anko y admite que no tiene interés en esta guerra, que solo quiere el cuerpo de Sasuke pero que todavía no tiene el poder necesario para robarlo, a continuación le pregunta a Sasuke que para qué quiere reunirse con ellos a lo que Sasuke le responde que quiere encontrar su propia respuesta. Orochimaru piensa que Itachi ha manipulado a Sasuke pero no es como cuando él o Obito lo manipularon, acto seguido absorbe su chakra que había dentro de Kabuto y le dice a Sasuke que el camino por el que va no es malo y dice a Sasuke que lo siga, porque lo va a ayudar, empezando un viaje que no se sabe que destino tiene. Una vez en Konoha, Orochimaru y los demás sienten el chakra de Naruto en su batalla contra el Diez Colas. Luego de esto Orochimaru junto con Sasuke, Jūugo y Suigetsu llegan a su destino en un lugar desconocido en Konoha. En el capítulo 618 del manga, se revela que Orochimaru conoce un método para liberar las almas atrapadas en el estómago del Sello Mortal de la Parca, logrando así recuperar sus brazos, y poder revivir a los cuatro primeros Hokages. Orochimaru se sacrifica para poder extraer las almas de los Hokages, pero antes de que su cuerpo ceda este se introduce en uno de los cuerpos de Zetsus blancos que estaban en el interior de Sasuke consiguiendo así un nuevo recipiente.

#### El Regreso de Madara Uchiha
Después de la derrota de Obito, la Alianza Shinobi es atacada por el Zetsu Remolino quien creó una estatua de madera y atacado utilizando sus brazos, Orochimaru, junto con Suigetsu, Jūgo y Karin se encontraban escondidos observando la batalla. Suigetsu le dice que ahora es el momento de entrar en batalla, pero este le dice que aún no, por lo que se queda viendo fijamente al Zetsu. Segundos después, cuando Karin se da cuenta de que algo le pasa a Sasuke, Orochimaru declara que deben darse prisa.
Luego de eso, Orochimaru junto a sus antiguos subordinados empiezan a luchar contra Tobi, cuando Karin empieza a destruir la estatua de madera con las Cadenas de Adamantina, Orochimaru se emociona y dice que ese es el mismo poder que tenía Kushina Uzumaki cuando esta sometió en su momento a Kurama y que finalmente ha salido. Posteriormente luego de ser atacado por Suigetsu y ser sostenido en el aire por Jugo, Orochimaru alarga su cuello y muerde al Tobi paralizándolo con un Sello Maldito, para luego ir hacia donde se encontraba Sasuke.
En el camino Orochimaru se encontraba contento, algo que no duraría mucho al oír de Karin que alguien estaba junto a Sasuke, Orochimaru le pregunta si conocía ese Chakra tiene un mal presentimiento, al oírlo Orochimaru dice que tienen que ser rápidos ya que no saben lo que hará un desconocido con Sasuke, preguntándose en su mente si él va a parar allí. Hasta llegar a la zona Taka se da cuenta de que el "desconocido" no era más que Kabuto. Luego de que Sasuke se recuperará, se ve a Orochimaru con él para que Tobirama lo llevará a donde se encontraba Naruto y Madara.

#### El Retorno de la Princesa
Posteriormente cuando Madara logró proyectar el Tsukuyomi Infinito en la Luna, Orochimaru junto a sus antiguos subordinados quedaron atrapados en él, y posteriormente fueron tomados y unidos al Dios Árbol. Algún tiempo después, el Tsukuyomi Infinito es disipado por Naruto y Sasuke dejando libre a Orochimaru y a todos los demás. Luego se marcharía del campo de batalla. 

#### Final de la Guerra
Luego de la conclusión de la guerra, el Sannin volvería a realizar sus experimentos sobre genética. Aunque pasivamente, Konoha no confiaba del todo en el Sannin , enviando a Yamato para que lo vigilara constantemente fuera de su escondite. 

#### Naruto Gaiden: El Camino iluminado por la Luna llena
Por el tiempo, el Sannin creó a un humano a partir de una serpiente y un recipiente de sake, donde lo nombró Mitsuki y lo tomo como su hijo, probándolo que decidiese seguir sus órdenes o irse libre. Este Mitsuki decidió servirle fielmente, por cual crea de este un clon, el actual Mitsuki. Para realizarle la misma prueba, Orochimaru lo convence de que un ninja llamado "Log" usó un jutsu para borrarle sus memorias y que él es su progenitor. También le da una medicina en un recipiente de sake para analizar su reacción. 
Cuando el Sannin y Mitsuki van de búsqueda por el ninja, este le explicaría a Mitsuki que era su hijo y que debía ir con él a encontrar a un hombre llamado Log quien tenía sus memorias. Al llegar a su guarida que estaba protegida por un Ninjutsu de Barrera, Orochimaru le informa que tenía la capacidad de deshacerla por lo que Mitsuki procede a tocarla provocando la desaparición de la barrera. Al entrar y encontrarse con su objetivo, este entra en un combate con el Sannin quien logra paralizarlo con veneno de serpiente, entrando a la guarida a buscar algo.
Log pide a Mitsuki quitarle la máscara revelando que se trataba de otro Mitsuki mucho mayor quien le cuenta que ambos eran humanos sintéticos creados para saciar los deseos de Orochimaru y que lo que buscaba no era más que el embrión del que fueron creados. En ese momento, el Sannin sale comentando que independientemente de como fueron creados, ambos eran sus amados hijos, seguidamente comienza una discusión entre ambos pidiendo a Mitsuki que tomará un bando, este se molesta y sufre una transformación de su modo Sennin Ka declarando que no había diferencia si iba con cualquiera de los dos, Mitsuki procede a robar el pergamino y llave que poseía el Sannin mediante una de sus serpientes etéreas, procediendo a escapar a gran velocidad. Con la prueba terminada, el Mitsuki mayor y Orochimaru hablan sobre la decisión de Mitsuki, cuando Log menciona que Mitsuki hallará alguien que sea como su "sol" (en este caso la persona resulta ser Boruto Uzumaki), él se convertirá en la "luna" y brillará con luz propia; el Sannin lo duda sosteniendo el recipiente que Mitsuki dejó roto y se pregunta cómo en un recipiente de barro (refiriéndose a Mitsuki) podría caber una luna.

#### Naruto Gaiden: El Séptimo Hokage y la Primavera Escarlata
Años más tarde, Orochimaru con una nueva apariencia se presenta ante el Séptimo Hokage Naruto y Sasuke cuando fueron a su escondite para hablar con él, donde declara que la última persona a la que esperaba ver era a Sasuke y ante la duda de Naruto por su identidad, Orochimaru comenta que seguramente era consciente de su identidad y que eso era lo que le gustaba de él ya que algunas cosas nunca cambiaban, además se percata de la presencia de dos niñas, Sarada Uchiha y Chōchō Akimichi. Sasuke le informa de la aparición de Shin Uchiha, quien apareció como si fuera uno de sus subordinados, además de que tenía intención de asesinar a Chocho Akimichi y a su hija Sarada Uchiha, además de que secuestró a su esposa, Sakura Haruno, declarando que si tenía algo que decir era mejor que lo hiciera. 
Orochimaru le aclara que él no había hecho nada para que fuera con esas acusaciones preguntando la razón de la estancia del guardia en la entrada. Sasuke sigue insistiendo y pregunta quien era el hombre con Sharingan implantados por todo su cuerpo, ante esto el Sannin los lleva a otra habitación mostrando un Clon de Shin y les cuenta la habilidad genética de Shin y que cada uno de sus clones era un original, que estaba obsesionado por Itachi y que literalmente se convirtió en el brazo derecho de Danzō. Orochimaru le explica el proceso de los clones a Naruto quien al no entenderlo recibe la declaración de que tenía que matarlos para hacerlos desaparecer. 
El Sannin comenta que los humanos eran esclavos de sus genes ya que todas y cada una de las personas que están relacionadas podían ser comprobadas, Sarada le pregunta que era lo que sucedía con cosas más simples como padre e hijo a lo que Orochimaru le pregunta si quería juzgarlo por ella misma. Sin embargo, Sasuke dice que no tenían tiempo para eso y le dice al Sannin que si tenía alguna idea de donde estaba Shin que se los dijera, él lo afirma y los pone en movimiento. Una vez hecho esto, salen de la guarida y luego de que Naruto y Sarada salieran, el Sannin dice que quizás Sakura ya ha sido asesinada, a lo que Sasuke le dice que su esposa no es tan débil y que probablemente mientras ellos estaban allí, ella ya se había encargado de todo, seguidamente activa el Susanoo llevándose a su grupo.

## Habilidades
Siendo uno de los Sannin, así como un exmiembro de la organización criminal rango S, Akatsuki, Orochimaru es un ninja extremadamente poderoso. Sus poderes, que fácilmente se puede considerar nivel Kage, eran tan grandes que en la época de la invasión de la aldea de la hoja el Tercer Hokage temía que nadie en el pueblo sería capaz de derrotarlo o luchar en pie de igualdad con él. Incluso Kakashi, uno de los mejores ninja de Konoha, tuvo tremendo miedo y pavor cuando se encontró frente a él en la época de los exámenes de Chūnin, y él mismo admitió que ni siquiera tendría una oportunidad en contra de su poder diciendo que se había vuelto loco al tratar de enfrentarlo.
Él fue capaz de mantener una lucha con Naruto Uzumaki con cuatro colas en la segunda parte, mientras que su cuerpo estaba en un estado debilitado, y a pesar del peligro impuesto, se encontró con la batalla muy entretenida. Incluso entonces, su cuerpo cedió, lamentó que no pudo completar la batalla. Incluso entre los Sannin, él fue el que originalmente se destacó por la capacidad individual. Debido a él rara vez se muestra la lucha, solo ha mostrado una cantidad limitada de técnicas, aunque es lógico que en sus esfuerzos para aprender todos los jutsus existentes, su arsenal de habilidades probablemente lo han convertido en uno de los más grandes ninjas. Incluso fue capaz de asesinar al padre de Gaara, el Cuarto Kazekage. Tiene un vasto conocimiento en todas las formas de Jutsu. Su estilo de pelea es muy fluido y es casi invulnerable a la mayoría de las técnicas convencionales, aun siendo atravesado. Incluso sobrevivió a un golpe directo de la monstruosa super fuerza de Tsunade y todo lo que hicieron fue dañar la piel que formaba su máscara. Y ha demostrado que a pesar de que fue paralizado con la Técnica: Sello mortal de la Parca, todavía podía usar ninjutsu sin utilizar sellos de mano. Orochimaru incluso fue un personaje muy buscado, muchos shinobis de alto nivel le buscaban para asesinarle y el solo hecho de haberle matado convirtió a Sasuke en alguien de mucho prestigió, ya que, no cualquier shinobi hubiera podido lograr esa hazaña, hasta Kisame uno de los Akatsuki más poderosos dijo que era algo impresionante. También fue alabado por Hashirama Senju diciéndole a Hiruzen que había entrenado a un shinobi muy habilidoso.

### Misiones completas
- Rango D: 32
- Rango C: 332
- Rango B: 521
- Rango A: 491
- Rango S: 350